# Instruccions d'Amenemhet

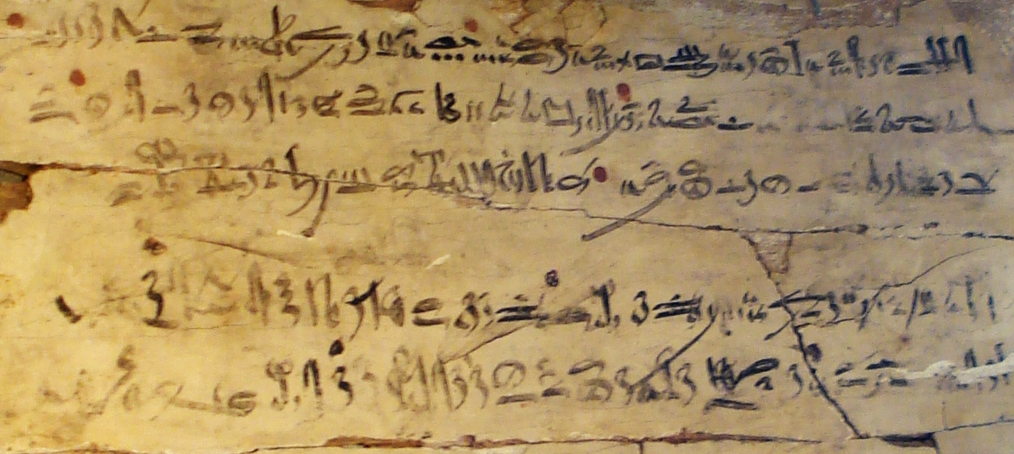
Tauleta en escriptura hieràtica amb les pràctiques d'un escriba que copia un passatge de les Instruccions d'Amenemhet. El text diu: Posa't en guàrdia contra tots els teus subordinats ... No confies en cap germà, no conegues cap amic, no faces confidències

Les Instruccions d'Amenemhet, obra també anomenada Ensenyaments del rei Ammenemes al seu fill Senusret, es un poema escrit a Egipte durant l'Imperi Mitjà. És un monòleg que l'esperit del rei assassinat Amenemhet I dirigeix al seu fill Senusret. Descriu la conspiració per matar-lo, i insta el seu fill perquè no confie pas en ningú. El poema és també una apologia del regnat del vell faraó, i acaba exhortant Senusert a governar sàviament seguint els passos d'Amenemhet. A més, el relat pretenia consolidar la legitimitat de Senusrert, deixant clara la intenció del mort de deixar-lo com a hereu:
| « | L'atemptat ocorregué quan era sense tu, abans que els cortesans sabessen que et donaria el poder, i sense que m'hagués assegut amb tu, per aconsellar-te. | » |

## Autoria

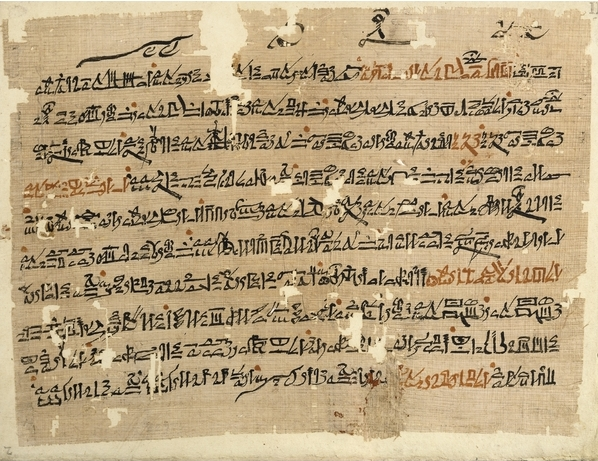
El Papir Sallier II, en què es troba bona part del poema. Encara al Museu Britànic. EA 10182/2

Les Instruccions es degueren escriure per ordre de Senusrert, tant per a exaltar la memòria de son pare com per a legitimar el seu dret al tron. Uns segles més tard, en el Papir Chester Beatty IV, el poema s'atribuïa a Jeti, «el primer entre els escribes».
La font principal d'aquest document fou el Papir Millingen, copiat per A. Peyron el 1843, ara perdut. Ens han pervingut tauletes de fusta i òstracons de la Dinastia XVIII, amb fragments.(3)
Les Instruccions comencen identificant l'autor com el darrer rei de l'Alt i Baix Egipte, Hotepibre, fill de Ra-Ammenemes, i explica que Amenemhet I vol ensenyar al seu fill la manera de mantenir la corona i la prosperitat. El rei adverteix al fill que no confie pas en cap persona, perquè fins i tot aquells als qui havia protegit rebutjaren ajudar-lo, i declara que fou assassinat pel seu guardià mentre era al llit. També descriu breument la seua política per a Egipte, els seus èxits militars i les construccions que havia realitzat. Acaba amb benediccions per al fill i consells per governar.(4)

## Repercussió
Aquest manuscrit és una de les referències més antigues als "asiàtics", i alguns faraons posteriors en copiaren algunes parts per a legitimar els seus fets. Piankhi va copiar seccions de les Instruccions d'Amenemhet quasi al peu de la lletra. El poema encara es llegia al segle V abans de la nostra era, 1.500 anys després que fos escrit.(5)